# ラズ
ラズ （Laz）は、フランス、ブルターニュ地域圏、フィニステール県のコミューン。

## 概要
ラズは、標高が低めの丘陵で森林に覆われたノワール山地（fr）の中心に位置する。ノワール山地は、東のモルビアン県のグランから、西のグエゼックまでのおよそ30kmを占める。
コミューンの住民は、広い範囲に分散する小さな村（village）で暮らしている。これは他の地域では集落（hameaux）という名称にあたる。これら村は、オデ川に面した南側斜面や、北にあるオルヌ川の運河、閘門での素晴らしい眺めを訪問者や観光客に提供する。

## 地理
歴史的に、町は出来事の豊富な地方の中心にあった。ローマによる植民地化の証拠があり、有名なブルターニュの聖人による福音伝道が行われ、いくらかの史跡と多くの名称が中世の痕跡となっている。
1486年、ラズ領主は、現在のサン＝ゴアゼックにあるメングルズ・モゲールで、スレート石の切り出しを行っていた。
フランス革命時代は、続いて発生したシュアヌリ反乱と、やせた土地が目立った出来事だった。この状態は19世紀半ばまで続き、その後農業技術の導入が発展を助けた。
人口は1920年代をピークに減少し続けている。

## 人口統計
| 1962年 | 1968年 | 1975年 | 1982年 | 1990年 | 1999年 | 2006年 | 2010年 |
| ------ | ------ | ------ | ------ | ------ | ------ | ------ | ------ |
| 1025   | 996    | 863    | 786    | 706    | 694    | 753    | 696    |

参照元:1999年までEHESS、2000年以降INSEE